# Tim Dettmann
Tim Dettmann (* 10. Mai 1982 in Berlin) ist ein deutscher Badmintonspieler.

## Karriere
Tim Dettmann wurde 2005 und 2006 mit der SG EBT Berlin Deutscher Mannschaftsvizemeister. 2008 reichte es zu Bronze. In den Einzeldisziplinen wurde er bisher einmal Deutschen Meister und gewann mehrere Silber- und Bronzemedaillen bei deutschen Meisterschaften. International war er bei den Bulgarian International und den Finnish International erfolgreich.

## Sportliche Erfolge
| Saison      | Veranstaltung                         | Disziplin    | Platz | Name |
| ----------- | ------------------------------------- | ------------ | ----- | --- |
| 2000/2001   | Deutsche Mannschaftsmeisterschaft U19 | Mannschaft   | 2     | SG EBT Berlin (Tim Dettmann, Norman Wolke, Cathrein Hückstädt, Maria Neiling, Marcus Köster, Karsten Lehmann, Monja Bölter)                                                                                           |
| 2000/2001   | Deutsche Einzelmeisterschaft U19      | Herreneinzel | 2     | Tim Dettmann (SG Empor Brandenburger Tor Berlin) |
| 2000/2001   | Deutsche Einzelmeisterschaft U19      | Mixed        | 3     | Tim Dettmann / Monja Bölter (SG Empor Brandenburger Tor Berlin) |
| 2003/2004   | Deutsche Einzelmeisterschaft U22      | Herrendoppel | 1     | Michael Fuchs / Tim Dettmann (1. BC Bischmisheim / EBT Berlin) |
| 2003/2004   | Deutsche Einzelmeisterschaft          | Herrendoppel | 3     | Tim Dettmann / Michael Fuchs (EBT Berlin / 1. BC Bischmisheim) |
| 2004/2005   | Deutsche Mannschaftsmeisterschaft     | Mannschaft   | 2     | SG EBT Berlin (Xuan Chuan, Robert Blair, Conrad Hückstädt, Kasperi Salo, Christian Haustveit, Tim Dettmann, Fabian Zilm, Nicole Grether, Joanne Nicholas)                                                             |
| 2004/2005   | Deutsche Einzelmeisterschaft          | Herrendoppel | 3     | Jochen Cassel / Tim Dettmann (TuS Wiebelskirchen / SG EBT Berlin) |
| 2005/2006   | Deutsche Mannschaftsmeisterschaft     | Mannschaft   | 2     | SG EBT Berlin (Xuan Chuan, Robert Blair, Tim Dettmann, Fredrik Bergström, Conrad Hückstedt, Kasperi Salo, Nicole Grether, Juliane Schenk)                                                                             |
| 2005/2006   | Deutsche Einzelmeisterschaft          | Herrendoppel | 3     | Tim Dettmann (SG EBT Berlin) / Johannes Schöttler (VfL 93 Hamburg) |
| 2005/2006   | Deutsche Einzelmeisterschaft          | Mixed        | 3     | Tim Dettmann (SG EBT Berlin) / Annekatrin Lillie (VfB Lübeck) |
| 2006        | Bulgarian International               | Mixed        | 1     | Tim Dettmann / Annekatrin Lillie |
| 2006/2007   | Deutsche Einzelmeisterschaft          | Mixed        | 1     | Tim Dettmann (SG EBT Berlin) / Annekatrin Lillie (BW Wittorf) |
| 2006/2007   | Deutsche Einzelmeisterschaft          | Herrendoppel | 3     | Tim Dettmann (SG EBT Berlin) / Johannes Schöttler (VfL 93 Hamburg) |
| 2007        | Turkey International                  | Herrendoppel | 2     | Johannes Schöttler / Tim Dettmann |
| 2007        | Turkey International                  | Mixed        | 3     | Tim Dettmann / Annekatrin Lillie |
| 2007        | Finnish International                 | Mixed        | 1     | Tim Dettmann / Annekatrin Lillie |
| 2007/2008   | Deutsche Mannschaftsmeisterschaft     | Mannschaft   | 3     | SG EBT Berlin (Xuan Chuan, Tim Dettmann, Dieter Domke, Conrad Hückstädt, Karsten Lehmann, Michał Łogosz, Johannes Schöttler, Johannes Szilagyi, Nicole Grether, Janet Köhler, Joanne Nicholas-Wright, Juliane Schenk) |
| 2007/2008   | Deutsche Einzelmeisterschaft          | Mixed        | 3     | Tim Dettmann (SG EBT Berlin) / Annekatrin Lillie (BW Wittorf) |
| 2008 / 2009 | Deutsche Einzelmeisterschaft          | Herrendoppel | 3     | Tim Dettmann (SG EBT Berlin) / Patrik Neubacher (BW Wittorf) |
| 2010        | Turkey International                  | Herrendoppel | 3     | Tim Dettmann / Andreas Heinz |